# 新婚だけど片想い
『新婚だけど片想い』（しんこんだけどかたおもい）は、雪森さくらによる日本の漫画作品。『なかよし』（講談社）にて、2020年8月号より2024年9月号まで連載。同誌2024年11月号より番外編が掲載され、同年12月号をもって完結。2025年1月時点で累計65万部を突破している。

## あらすじ
白井皐月は才色兼備である自分のことが大好き。努力の結果、完璧な人生プランであるはずが、親の都合で決めた婚約者・有栖川久遠の超塩対応に困っているのだった。お見合いで囲碁の話をした時に見せた笑顔を自分に向けて貰えたら、と考えている皐月は、日々婚約者のために頑張っている、という物語。

## 登場人物

### メインキャラクター
白井 皐月（しらい さつき） → 有栖川 皐月（ありすがわ さつき）
本作の主人公。2003年5月15日生まれ。身長164センチメートル。血液型O型。
旧家の令嬢。才色兼備かつ器用な性格。大のナルシスト。
有栖川 久遠（ありすがわ くおん）
皐月の婚約者。2003年4月15日生まれ。身長179センチメートル。血液型AB型。中岡介光九段門下、七段。
大企業の御曹司。巷で「囲碁界のプリンス」と称される天才棋士。ぶっきらぼうで感情表現に乏しく、皐月に対しては常に塩対応。
物語終盤、宿敵であった輝花をとうとう撃破し、初タイトルの棋聖を獲得。後日談では新たに碁聖を含めた4冠となり、輝花に代わる棋界の第一人者となった。

### 棋士
中岡 介光（なかおか すけみつ）
久遠の師匠。九段。
菅原 みこと（すがわら みこと）
久遠の姉弟子。23歳。五段。
椎名 塁（しいな るい）
久遠の兄弟子。21歳。八段。
目黒 憂佳（めぐろ ういか）
久遠の幼馴染。関西棋院所属。
輝花 コウ（きばな こう）
日本棋界の第一人者であり、久遠の宿敵。

### 親族
有栖川 高貴（ありすがわ こうき）
久遠の異母弟。中学3年生の15歳。

### 友人
飴屋 慧（あめや けい）
学級委員の男子。読者モデルとして活躍中。

### その他
飴屋 マイ（あめや マイ）
慧の次姉。21歳の大学生。動画配信を行っているインフルエンサー。

## 書誌情報
- 雪森さくら 『新婚だけど片想い』 講談社 〈KCデラックス〉、全11巻
  1. 2020年12月11日発売[6][7]、ISBN 978-4-06-521845-7
  2. 2021年5月13日発売[8]、ISBN 978-4-06-523257-6
  3. 2021年9月13日発売[9]、ISBN 978-4-06-524865-2
  4. 2022年1月13日発売[10]、ISBN 978-4-06-526560-4
  5. 2022年5月13日発売[11]、ISBN 978-4-06-527971-7
  6. 2022年10月13日発売[12]、ISBN 978-4-06-529238-9
  7. 2023年3月13日発売[13]、ISBN 978-4-06-530812-7
  8. 2023年7月13日発売[14]、ISBN 978-4-06-532567-4
  9. 2024年1月12日発売[15]、ISBN 978-4-06-534194-0
  10. 2024年6月13日発売[16]、ISBN 978-4-06-535885-6
  11. 2025年1月10日発売[17]、ISBN 978-4-06-538130-4